# Renta familiar disponible per cápita
La Renta Familiar Disponible per cápita (RFD o RFDpc) es la cantidad de renta de que disponen las familias residentes para el consumo y el ahorro, una vez detraídas las amortizaciones o consumo de capital fijo en las explotaciones económicas familiares y los impuestos directos y cuotas satisfechas a la Seguridad Social.
Eurostat recomienda el empleo de la RFD como principal agregado económico regional.

## Cálculo
Al producto nacional neto al coste de los factores o renta nacional:
- se detrae: 
  - Ahorro empresarial.
  - Impuestos directos sobre empresas y rentas del Estado.
  - Cuotas pagadas a la Seguridad Social.
  - Impuestos directos sobre las familias y transferencias a la admón. pública.

- se suman otros ingresos familiares: 
  - Ayuda familiar.
  - Prestaciones económicas de la Mutualidad Agraria.

- - Prestaciones farmacéuticas INP (fuera de los centros asistenciales)
  - Desempleo.
  - Otras prestaciones de la Seguridad Social y de servicios públicos.
  - Transferencias y rentas del exterior.

## Consideraciones
La renta familiar bruta disponible es un indicador clave cuyo propósito es medir la capacidad
económica de las familias o personas. Por lo tanto, su relación con el desarrollo endógeno es muy relevante, ya que uno de los objetivos básicos de todo programa de desarrollo es permitir a la población acceder a niveles de percepción de ingresos que le permitan satisfacer adecuadamente sus necesidades.
En España existe una serie para este indicador de referencia desde el año 1957 que se ofrece a
nivel provincial por parte del BBVA y Mercanttil
Desde el punto de vista de la calidad de vida, también sería necesario conocer la
distribución de este incremento de renta en el conjunto de la población, pero estadísticamente su obtención es complicada.